# Valentino Taroni
Valentino Taroni (Carate Urio, 1915 – Milano, maggio 1997) è stato un tennista italiano.

## Carriera
Nato in provincia di Como, apparteneva ad una famiglia di contadini, ed intraprese la carriera sportiva iniziando come raccattapalle al Tennis Club della città di Como. Apprezzato per il talento, venne aiutato economicamente da un socio del club stesso.
Nel 1933 venne convocato dalla squadra italiana di Coppa Davis, con la quale partecipò all'evento fino al 1939, specializzandosi nel doppio con Ferruccio Quintavalle.
Presente agli internazionali di Francia nel 1934, 1937 e 1938, si ritirò dalle competizioni allo scoppio della seconda guerra mondiale.
Nel dopoguerra si trasferì a Napoli, dove divenne maestro di tennis.